# 90564 Markjarnyk
90564 Markjarnyk este un asteroid din centura principală de asteroizi.

## Descriere
90564 Markjarnyk este un asteroid din centura principală de asteroizi. A fost descoperit pe 12 aprilie 2004 la Observatorul Siding Spring par l'Observatorul Siding Spring. Asteroidul prezintă o orbită caracterizată de o semiaxă mare de 3,14 ua, o excentricitate de 0,18 și o înclinație de 21,6° în raport cu ecliptica.